# 天津市第四十二中学
天津市第四十二中学，简称四十二中，是位於中华人民共和国天津市河西区的公立中學。

## 历史
该校於1954年9月12日設立，其校訓為「科学务实」。
1978年，中共天津市委决定对包括48中在内的25所重点中小学校进行重点培养。
1996年5月，天津市人民政府批准其晋升为市级重点中学。
截止到2016年，该校现有一线教师359名，其中擁有研究生学历有101人。该学校现有初高中教学班55个，学生2039人。

## 活动
开展如义卖、军训（实践活动）、文化节、“三好”学生等活動。因赛艇运动而受多間國外大學的关注。

### 学术
近年，天津市物理调研活动在该校举办。教学风格获得南开大学肯定。

## 友好学校
- 中华人民共和国张家口一中
- 中华人民共和国上海四中[14]